# Casate Ticino
Casate (Casà, dans le dialecte local) est un village dans la municipalité de Bernate Ticino, près de Milan, en Lombardie sa population est d'environ 1 100 habitants.

## Toponymie
Le nom « Casate » vient probablement du terme commun « casates », fermes dispersées dans les champs, dans le dialecte du groupe 1600-1700.

## Géographie
Casate est situé à l'est du lit de la rivière Tessin et à l'ouest de Milan, capitale de la  Province, ce qui est de 27 km.
Frontières: Nord avec Cuggiono, à l'est de Mesero, au sud et à l'ouest avec la ville de Bernate Ticino.

## Histoire
Casate est mentionné en premier en 1603, dans « Atti della visita Pastorale » du cardinal Federico Borromeo.
À la fin de 1600, l'abbé Ferdinand Crivelli a décidé de construire une église, pour les paysans du petit village.
L'église fut consacrée en 1705, une plaque se lit toujours comme indiqué dans le lieu de culte:
QUO FACILIUS CULTORES AGRI
CIRCUMIECTI INTERESSENT REI SACRAE
ABBAS GENTIS CRIBELLIAE EX IURE PATRONAT(U)S
AEDEM VIRGINI MAGNAE SINE LABE CONCEPTAE
ANNO MDCCV
DEDICABAT